# Жиркур сир Дирбион
Жиркур сир Дирбион (фр. Girecourt-sur-Durbion) насеље је и општина у североисточној Француској у региону Лорена, у департману Вогези која припада префектури Епинал.
По подацима из 2011. године у општини је живело 314 становника, а густина насељености је износила 45,38 становника/km². Општина се простире на површини од 6,92 km². Налази се на средњој надморској висини од 335 m метара (максималној 357 m, а минималној 330 m m).

## Демографија
| 1962. | 1968. | 1975. | 1982. | 1990. | 1999. | 2011. |
| ----- | ----- | ----- | ----- | ----- | ----- | ----- |
| 244   | 215   | 235   | 254   | 272   | 306   | 314   |

График промене броја становника у току последњих година